# 白山湖 (新疆)
白山湖，位于中华人民共和国新疆维吾尔自治区哈密市伊州区西南角，塔里木地台东拗陷内，19世纪50年代为沼泽，现为一座干盐湖。湖区长5.5千米，宽1.5～2.0千米，面积约10平方千米。
1998年出版的《中国湖泊志》记载本湖水位952米。